# Juan Bregaliano
Juan Bregaliano (Montevideo, 22 de novembre de 1911 - ?) fou un boxejador uruguaià de destacada participació en els Jocs Olímpics d'estiu de 1936.
El 1936 va ser eliminat al segon assalt de la categoria dels pesos semipesats, després de perdre el combat contra el francès Jean Despeaux.